# Coeriana phaeobasia
Coeriana phaeobasia är en fjärilsart som beskrevs av George Francis Hampson 1926. Coeriana phaeobasia ingår i släktet Coeriana och familjen nattflyn. Inga underarter finns listade i Catalogue of Life.